# إذخر سوري
الإذْخِر السوري (باللاتينية: Cymbopogon jwarancusa) نوع نباتي يتبع جنس الإذخر من الفصيلة النجيلية.

## الموئل والانتشار
موطن هذا النوع بلاد الشام وتركيا.

## مرادفات للاسم العلمي
- (باللاتينية: Andropogon jwarancusa)